# 1311 w polityce

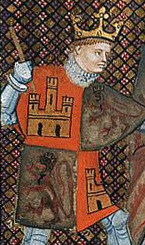
Alfons XI Sprawiedliwy

Wydarzenia polityczne w 1311 roku.

## Wydarzenia
- Sobór w Vienne[1]. Główną sprawą do rozpatrzenia była kwestia istnienia Zakonu templariuszy[2].
- luty, koronacja Jana Luksemburskiego na króla Czech, władca używał też tytułu króla polskiego[3].
- maj, w Krakowie wybrano nową radę miejską, która była złożona z przeciwników Władysława Łokietka, z końcem lata doszło do buntu przeciwko władcy (Bunt wójta Alberta)[3][4][5].
- Kompania Katalońska opanowała Hrabstwo Aten[5][6].

## Urodzili się
- 27 września[7] Alfons XI, król Kastylii i Leónu[8][9].
- Piotr Burbon, książę[10][11].

## Zmarli
- Dawid VIII, król Gruzji[12].
- Eudoksja Laskarina, córka Teodora II Laskarysa[13].